# Асад, Асма
Асма аль-Асад (араб. أسماء الأسد‎), в девичестве Асма Фаваз аль-Ахрас (араб. أسماء فواز الأخرس‎) (род. 11 августа 1975, Лондон, Великобритания) — бывшая первая леди Баасистской Сирии, супруга Башара Асада.

## Биография
Родилась в Лондоне 11 августа 1975 года. Семья происходит из сирийского города Хомс. Отец — консультант-кардиолог Фаваз Ахрас, мать — отставной дипломат Сахар Отри аль-Ахрас.
Асма окончила лондонскую школу для девочек, получила дипломы с отличием Королевского колледжа Лондонского университета в области компьютерных технологий и французской литературы.
После университета работала в Дойче банке, в отделе хеджирования, с клиентами из Европы и Дальнего Востока. В 1998 году начала работать в J. P. Morgan, в отделе инвестирования, специализируясь на слияниях и поглощениях биотехнологических и фармацевтических компаний. Работала в нью-йоркском офисе компании, где заключила 4 крупных сделки по слиянию европейских и американских клиентов.
Асма вернулась в Сирию в ноябре 2000 года и вышла замуж за Башара Асада в декабре.

## Семья и личная жизнь

### Семья
Родители Асмы Асад живут в Великобритании.
В конце ноября 2024 года переехала в Россию. 8 декабря 2024 года к ней переехал её муж, который также стал жить в России. У них трое детей: Хафез, Зейн и Карим.
В декабре 2024 года, после бегства в Россию, Асма аль-Асад подала на развод, чтобы иметь возможность уехать в Великобританию для лечения.

### Состояние здоровья
8 августа 2018 года пресс-служба администрации президента сообщила, что первую леди Сирии госпитализировали в госпиталь Дамаска с онкологическим заболеванием, обнаруженным на ранней стадии. 27 января 2019 года в канцелярии президента Сирии сообщили, что Асме Асад успешно удалили злокачественную опухоль молочной железы в военном госпитале Дамаска. 4 августа 2019 года было объявлено, что Асма Асад смогла победить рак и идёт на поправку. 8 марта 2021 года появилась информация о заражении Асмы COVID-19, однако имеются сомнения в её достоверности. 21 мая 2024 года было объявлено, что у Асмы Асад диагностирована лейкемия.